# Омбела-М'Поко
Омбела̀-М'Поко̀ (на френски: Ombella-M'Poko) е една от 14-те административни префектури на Централноафриканската република. Разположена е в западната част на страната и граничи с Демократична република Конго. Площта на префектурата е 31 835 км², а населението е около 304 000 души (2003). Гъстотата на населението в Омбела-М'Поко е около 10 души/км². Столица на префектурата е град Бимбо.